# الکساندر پتروف (پویانما)

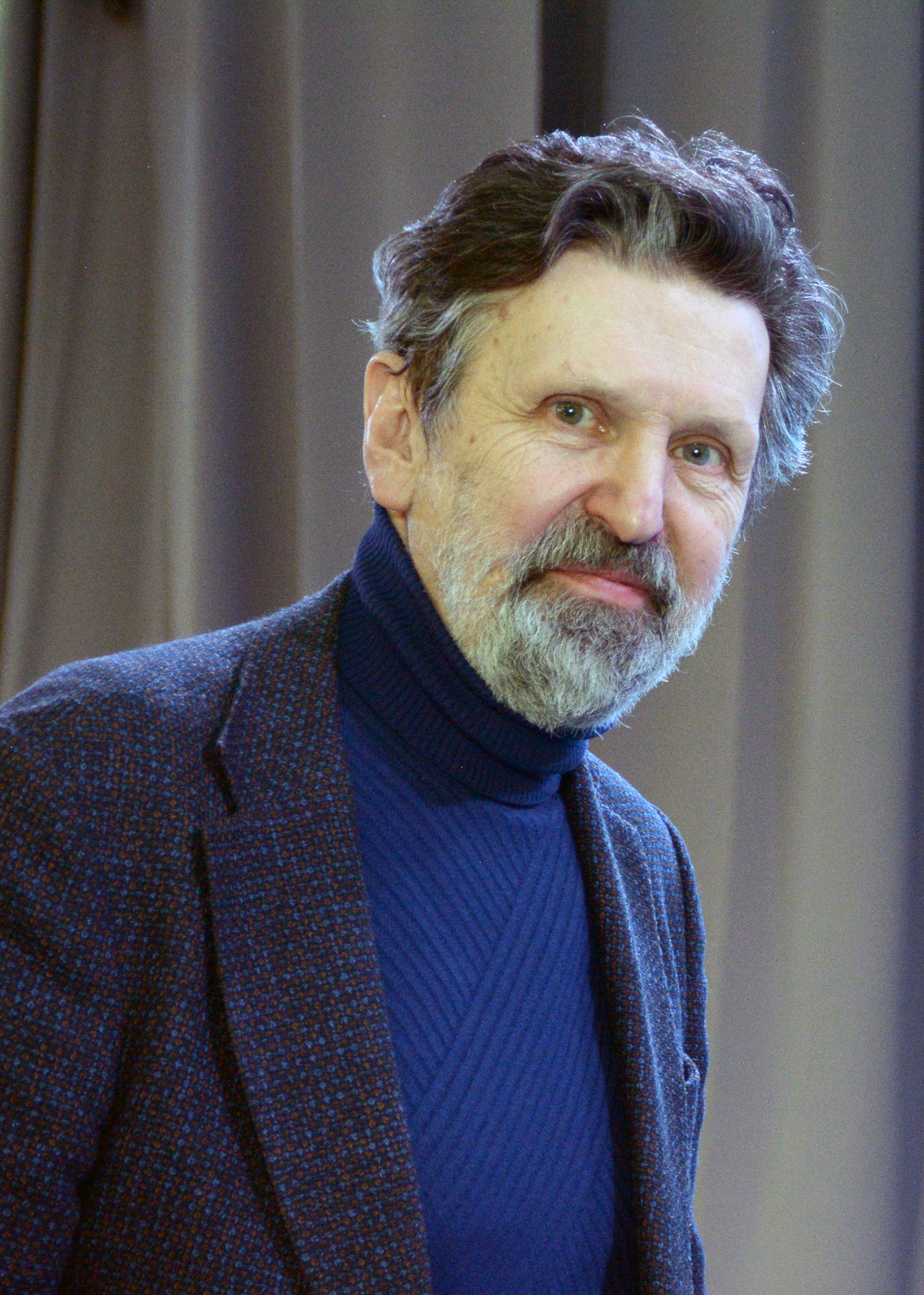
انیماتور روسی، برنده اسکار. الکاسندار پتروف

الکساندر پتروف (روسی: Александр Константинович Петров؛ زادهٔ ۱۷ ژوئیهٔ ۱۹۵۷) پویانما، نقاش و کارگردان فیلم اهل روسیه است.
وی برندهٔ جوایزی همچون جایزه اسکار بهترین پویانمایی کوتاه شده‌است.